# Summer Altice
Summer Danielle Altice, conosciuta come Summer Altice (Fountain Valley, 23 dicembre 1979), è una modella e attrice statunitense.
Prende il nome da Summer Bartholomew, Miss USA nel 1975.

## Biografia
Ha studiato e giocato a pallavolo all'Università statale di San Diego ed è stata nominata nella squadra Academic All-WAC.

## Carriera
Nel 1995 ha vinto il concorso per ragazza copertina della rivista Young and Modern (YM) ed è apparsa sulla copertina del numero di novembre di quell'anno. Successivamente ha firmato con l'agenzia di modelle Elite prima di apparire sulla copertina di GQ e delle riviste maschili Maxim e Max. Nel 2002 è stata classificata al numero 100 nella classifica delle "102 donne più sexy del mondo" della rivista Stuff.
Altice è stata la playmate del mese di Playboy nell'agosto del 2000.
Le sue prime apparizioni cinematografiche sono state nei cast dei film Il Re Scorpione e Grind e durante il programma Showtime su  ChromiumBlue.com.

### Altre iniziative
Summer Altice continua a fare la modella mentre lavora anche come DJ professionista per diversi nightclub di Los Angeles.

## Filmografia
- Shanghai Kiss
- Tu, io e Dupree
- 2 single a nozze - Wedding Crashers
- Grind
- Il Re Scorpione
- Extraction
- One Tree Hill
- ChromiumBlue.com
- Pretty Cool
- Emmanuelle 2000: Emmanuelle Pie
- Perché a me?
- Playboy Video Playmate Calendar 2002
- California Girls
- Playboy Wet & Wild: Slippery When Wet